# 케냐 요리

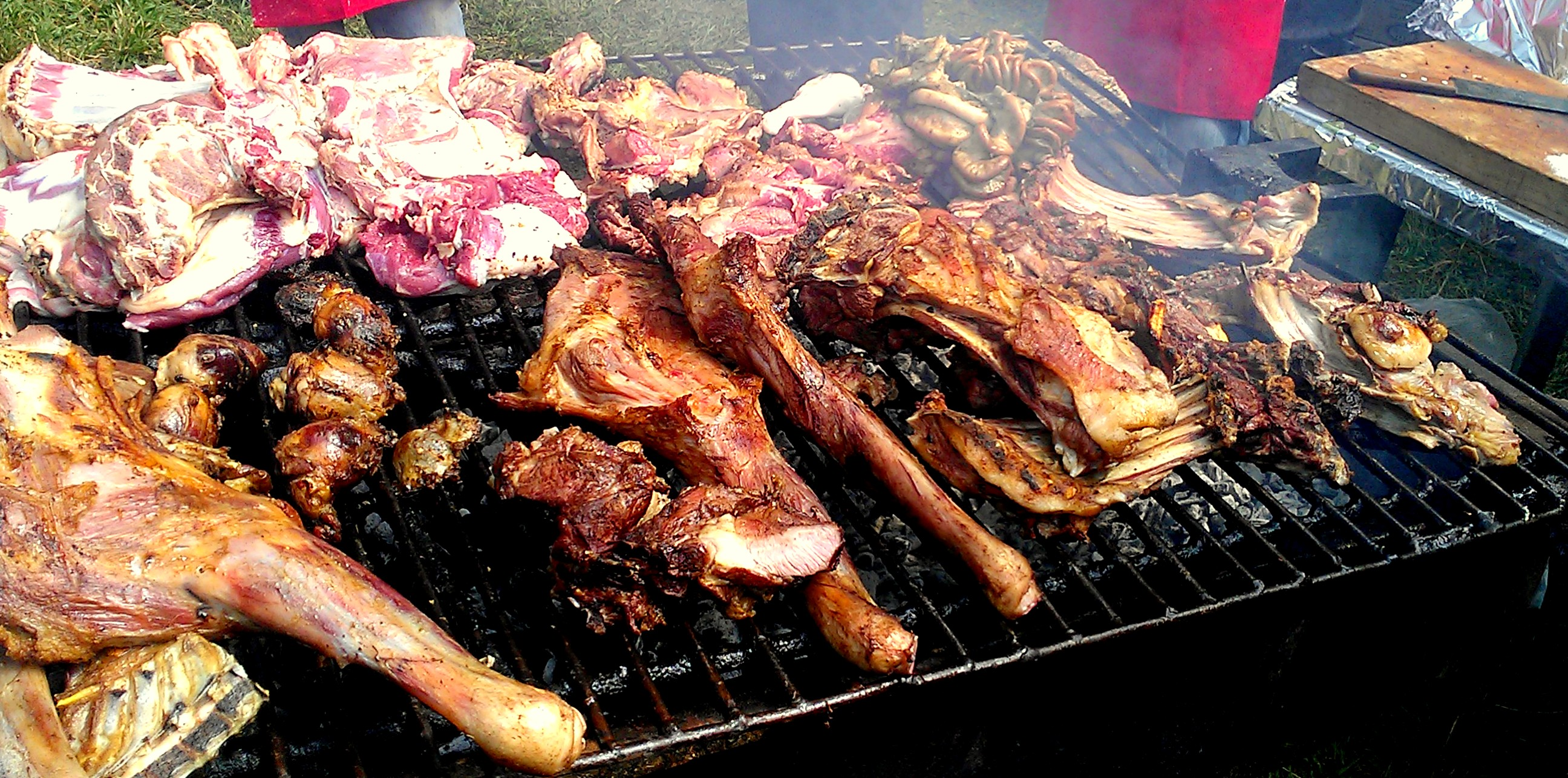
냐마 초마

케냐 요리(Kenya 料理, 영어: Kenyan cuisine 케니언 퀴진[*], 스와힐리어: vyakula vya Kenya 뱌쿨라 뱌 케냐)는 동아프리카 대호수 지역에 있는 케냐의 요리이다.

## 같이 보기
- 아프리카 요리